# هاریکن (یوتا)
هاریکن (به انگلیسی: Hurricane) شهری در ایالت یوتا کشور ایالات متحده آمریکا است که جمعیت آن در سرشماری سال ۲۰۱۰ میلادی، ۱۳٬۷۴۸ نفر بوده‌است.